# Kostelec (Morávia do Sul)
Kostelec é uma comuna checa localizada na região de Morávia do Sul, distrito de Hodonín.